# Загродно (гмина)
Загродно (пол. Zagrodno) — сельская гмина (волость) в Польше, входит как административная единица в Злоторыйский повет, Нижнесилезское воеводство. Население 5695 человек (на 2004 год).

## Демография
| Перепись                       | Всего   | Всего | Женщины | Женщины | Мужчины | Мужчины |
| ------------------------------ | ------- | ----- | ------- | ------- | ------- | ------- |
| Единицы                        | человек | %     | человек | %       | человек | %       |
| Население                      | 5695    | 100   | 2900    | 50,9    | 2795    | 49,1    |
| Плотность населения (чел./км²) | 46,6    | 46,6  | 23,8    | 23,8    | 22,9    | 22,9    |

## Соседние гмины
1. Гмина Хойнув
2. Гмина Пельгжимка
3. Гмина Варта-Болеславецка
4. Гмина Злоторыя